# Rehdera penninervia
Rehdera penninervia là một loài thực vật có hoa trong họ Cỏ roi ngựa. Loài này được Standl. & Moldenke miêu tả khoa học đầu tiên năm 1935.